# Stylidium
Genre
Classification APG III (2009)
Stylidium (connu sous le nom de triggerplants en Australie) est un genre de plantes dicotylédones qui appartiennent à la famille des Stylidiaceae. 
La plupart des quelque 300 espèces du genre ne se trouvent qu'en Australie, ce qui en fait le cinquième plus grand genre botanique du pays ; elles sont considérées comme des plantes protocarnivores ou carnivores car les trichomes glanduleux qui couvrent les tiges florales et les fleurs peuvent piéger, tuer et digérer de petits insectes grâce à des protéases produites par la plante.

## Étymologie
Le nom du genre Stylidium est dérivé du grec στύλος / stýlos,  « colonne ; pilier », qui fait référence à la structure particulière de l’appareil reproducteur de ses fleurs. En effet, chez ces plantes, la pollinisation est réalisée par l'utilisation de « gachettes » (triggers), qui comprend les organes reproducteurs mâles et femelles fusionnés en une « colonne florale » qui jaillit rapidement en avant en réponse au toucher d'un insecte, le couvrant de pollen. 

## Caractéristiques
La majorité des espèces de Stylidium sont des plantes vivaces dont certaines utilisent des bulbes comme organe de stockage de leurs réserves énergétiques. Le reste du groupe se compose de plantes annuelles.
Les membres de ce genre sont facilement identifiables par leur colonne florale unique, dans laquelle l'étamine et le style sont fusionnés. La colonne ainsi formée, communément appelée «trigger» dans ce genre, est généralement située en dessous et en dehors de l'extrémité de la fleur. Les fleurs sont zygomorphes, ce qui signifie qu'elles ont un plan comme axe de symétrie. Les fleurs apparaissent habituellement à la fin du printemps en Australie.

## Morphologie
Les espèces du genre Stylidium présentent des aspects très variés. Certaines ne sont que quelques centimètres de hauteur, tandis que d'autres peuvent atteindre 1,8 mètre (S. laricifolium). La forme la plus typique de la plante est une rosette dense de feuilles située au ras du sol qui donne naissance à une tige florale en son centre mais elle peut avoir un aspect érigé, rampant (S. scandens) ou touffue S. laricifolium,.
La morphologie florale diffère sur des points de détail mais est simple dans sa présentation : quatre pétales zygomorphes avec la colonne faisant saillie hors du tube floral pour se porter au repos en dessous du plan des pétales. La taille de la fleur varie : de nombreuses espèces ont des fleurs de 0,5 cm de diamètre alors qu'une espèce comme S. schoenoides a des fleurs de 2 à 3 cm de diamètre. La couleur peut également varier d'une espèce à l'autre, mais la plupart comprennent une combinaison de blanc, de crème, de jaune et de rose. Les fleurs sont généralement disposées en grappes ou en épi dense, mais il y a au moins une exception à la règle : S. Uniflorum, comme son nom l'indique, ne produit qu'une fleur par inflorescence.
La morphologie foliaire est également très diversifiée dans ce genre. Certaines feuilles sont très minces, presque en forme d'aiguille (S. affine), tandis que d'autres sont courtes, tronquées et disposées en rosettes (S. pulviniforme). Un autre groupe d'espèces, tel que S. scandens (escalade triggerplant) forme uns enchevêtrement d'où part généralement des racines aériennes.

## Mécanisme de pollinisation

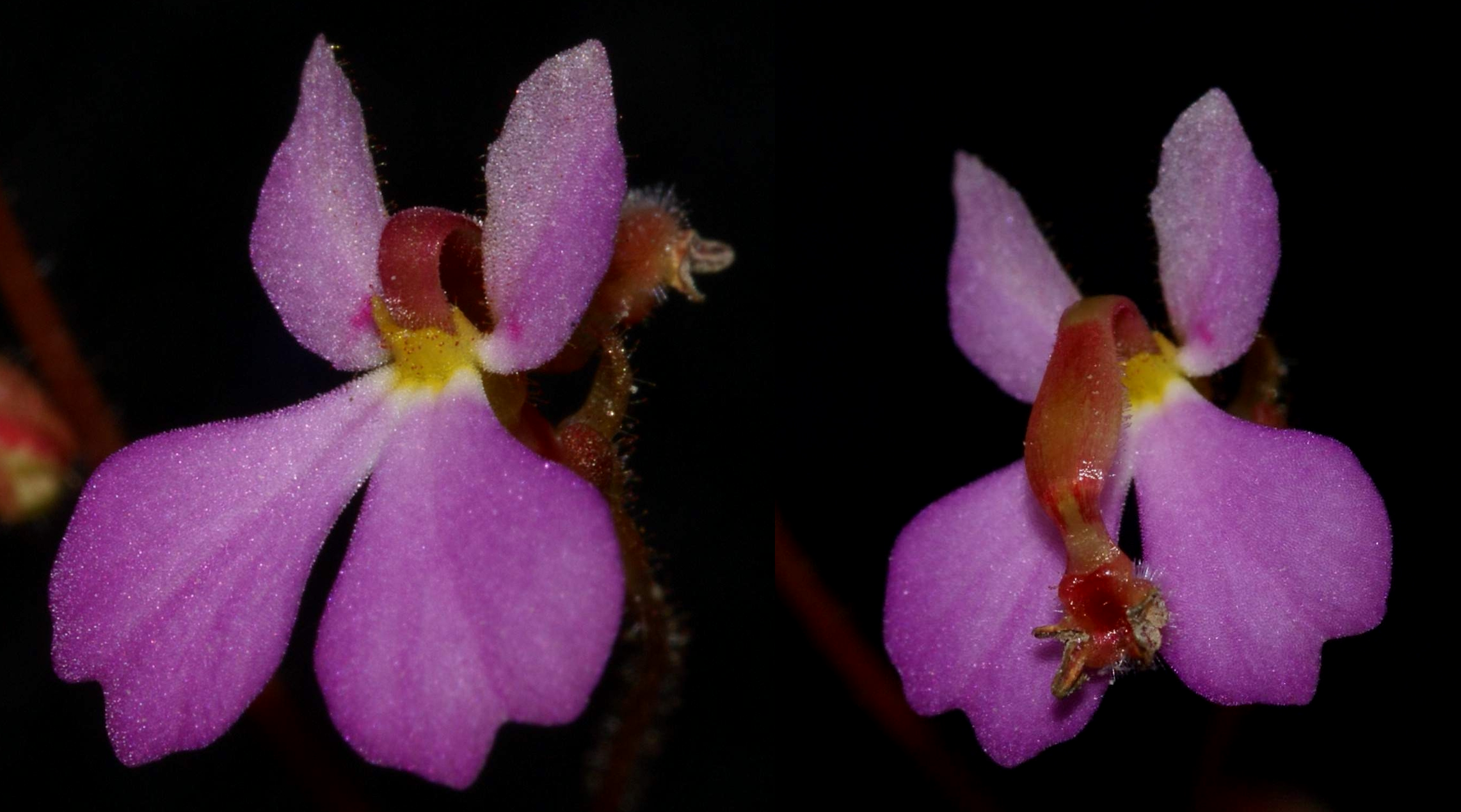
Fleurs de S. turbinatum flowers avant (à gauche)) et après détente (à droite). l'axe reproducteur revient ensuite à sa position initiale.

Fleur de Stylidium debile se remettant en place après s'être détendue.

La trigger colonne des Stylidium est sensible et réagit au toucher. Le changement de pression provoqué par un insecte pollinisateur se posant sur une fleur de Stylidium provoque un changement physiologique dans la turgescence de la colonne et provoque sa projection rapide sur l'insecte. Lors de l'impact, l'insecte est couvert de pollen et étourdi, mais pas blessé. Comme la colonne comprend les organes sexuels mâles et femelles fusionnés, les organes reproducteurs doivent se développer successivement anthères et stigmate jouant tour à tour leur rôle ; les anthères se développent d'abord, puis sont mises de côté par le développement du stigmate. Ce retard de développement empêche l'auto-pollinisation et assure une pollinisation croisée. Les différentes espèces ont évolué en plaçant le trigger à des endroits différents, venant frapper les insectes pollinisateurs soit par le haut soit par le bas, soit dans le dos soit sur le ventre,.
La réaction au contact est très rapide chez les espèces de Stylidium. La colonne peut avoir terminé son « attaque » de l'insecte en moins de 15 millisecondes. Après s'être détendue, la colonne reprend sa position initiale en quelques minutes à une demi-heure, selon la température et les qualités propres à chaque espèce. La colonne est capable de se détendre plusieurs fois avant de ne plus pouvoir répondre aux stimuli. Le temps de réponse est fonction de la température ambiante, les températures plus basses donnant un mouvement plus lent. Les différentes espèces de Stylidium sont généralement pollinisées par de petites abeilles et des mouches de la famille des Bombyliidae.

## Plantes carnivores
Les espèces de ce genre ont été considérés comme protocarnivores (ou subcarnivores) dans le passé. Elles ont des trichomes glandulaires faisant saillie sur les sépales, les feuilles, différentes parties de la fleur et la hampe florale. L'extrémité du trichome produit un mucilage collant — un mélange de polymères, de sucres et l'eau — qui est capable d'attirer et d'étouffer de petits insectes. Des recherches récentes ont révélé que ces trichomes produisent des enzymes digestives, en particulier des protéases, comme d'autres plantes carnivores. Les plantes sont également en mesure d'absorber les éléments nutritifs créés par la protéase sur les insectes capturés, ce qui fait considérer ces plantes comme carnivores de l'avis de certains chercheurs. L'ajout des espèces de Stylidium à la liste des plantes carnivores augmenterait de manière significative le nombre total de plantes carnivores connues,.
Les insectes capturés par les glandes sont beaucoup trop petits pour avoir le moindre rôle dans la pollinisation. On ne sait pas, cependant, si ces plantes ont acquis la capacité de piéger et de tuer les insectes pour s'adapter à la faible quantité d'éléments nutritifs disponibles dans l'environnement ou plus simplement comme mécanisme de défense contre les insectes nuisibles aux différentes parties de la fleur.
Il y a aussi une corrélation entre la localisation des espèces de Stylidium et les espèces connues de plantes carnivores, comme les Drosera, les Utricularia, Cephalotus follicularis et les Byblis. Bien que cela ne suffise pas à prouver que Stylidium soit lui-même un genre carnivore, l'hypothèse d'une association des espèces de Stylidium et de plantes carnivores connues pour obtenir des éléments nutritifs rares en utilisant la même source, à savoir des insectes capturés se pose. La preuve préliminaire est donnée par les mécanismes de piégeage de deux plantes associées qui sont les mêmes (les tentacules de Byblis et de Drosera), bien que cela puisse être une coïncidence et nécessite donc des recherches supplémentaires.

## Distribution et habitat
La plupart des espèces de Stylidium sont endémiques en Australie. Rien qu'en Australie-Occidentale, on en trouve plus de 150 espèces, dont au moins 50 sont dans la région immédiatement autour de Perth. Au moins quatre espèces ne poussent pas uniquement sur le continent australien : S.tenellum pousse en Birmanie, à Malacca et au Tonkin ; S. kunthii pousse au Bengale et en Birmanie; S. uliginosum se rencontre au Queensland, Sri Lanka, et la côte sud de la Chine, S. alsinoides pousse au nord-est de l'Australie, au Queensland, et aux Philippines. Le groupe cladistique Stylidium contient plus de 230 espèces (le genre contient plus de 300 espèces mais de nombreux spécimens n'ont pas encore été formellement décrits), qui en fait le cinquième plus grand du genre en Australie.
Stylidium habite les plaines herbeuses, les landes, les pentes rocheuses, les étendues sablonneuses, les forêts,  les berges des cours d'eau et des trous d'eau. Quelques espèces, comme S. eglandulosum poussent même dans les milieux perturbés comme en bordure des routes ou  à proximité ou sous des lignes à haute tension. D'autres (S. coroniforme) sont sensibles aux perturbations et considérées comme rares en raison de leur habitat très spécifique.
Même si de nombreuses espèces de Stylidium peuvent coexister en un même endroit, on connait peu d'espèces naturelles d'hybrides. Hybridation naturelle et hybridation artificielle sont rares. Le premier hybride naturel, S. petiolare × S. pulchellum, a été signalé par Sherwin Carlquist en 1969 entre Capel (en) et Boyanup en Australie-Occidentale.

## Histoire botanique
Les premières découvertes et descriptions d'espèces nouvelles de Stylidium ont eu lieu à la fin du xviiie siècle, la toute première ayant été découverte à Botany Bay en 1770 par Joseph Banks et Daniel Solander au cours de leurs voyages dans le Pacifique avec James Cook à bord de l’Endeavour. Sept espèces ont été ainsi recueillies par Banks et Solander, dont certaines ont eu des dessins esquissés par Sydney Parkinson à bord de l’Endeavour et ont ensuite été gravés pour être publiés dans le Florilège de Banks. Plus tard, au début du xixe siècle, le botaniste français Charles François Antoine Morren a écrit l'une des premières descriptions de l'anatomie de ces plantes, illustrées par de nombreux artistes botaniques dont Ferdinand Bauer. Vers la même époque, le botaniste britannique Robert Brown a décrit plusieurs espèces de Stylidium, dont S. adnatum et S. repens. D'autres espèces ont commencé à être décrites lorsque de nouveaux botanistes ont exploré l'Australie de manière plus approfondie.
En 1958, Rica Erickson a écrit Triggerplants, décrivant leur habitat, leur répartition, et les différentes formes végétales (annuelles, rampantes, à tiges feuillues, en rosette, en  touffes, à feuilles réduites à des écailles, et tropicales). Elle a commencé à classer certaines espèces dans des groupes morphologiques mais qui pouvaient présenter des divergences taxonomiques. Il a fallu attendre les années 1970 et 1980 pour que des recherches de physiologie soient lancées dans le laboratoire du Dr Findlay à l'Université Flinders. Douglas Darnowski fit avancer de beaucoup les connaissances sur Stylidium quand il publia son livre Triggerplants en 2002, décrivant un aperçu de leur habitat, la morphologie de ces plantes, leur comportement carnivore et les recherches effectuées jusqu'à cette date. Après sa publication, il a essayé d'aider à l'organisation d'une Société internationale pour ces Triggerplants, société qui n'a pas été officiellement créée pour l'instant.
En 2002, seulement 221 espèces de Stylidium étaient connus. Il y en a maintenant plus de 300 dont beaucoup sont en attente de description formelle.

## Culture
La plupart des espèces ont tendance à être rustiques et peuvent être facilement cultivées en serres ou dans les jardins. Elles sont résistantes à la sécheresse, au froid, et la diversité des espèces de ce genre donne aux jardiniers une grande variété de choix. La plupart des espèces qui sont indigènes en Australie-Occidentale sont résistantes au froid au moins jusqu'à -1 à -2 °C. Les rares qui poussent partout en Australie, comme S. graminifolium, tolèrent un éventail plus large d'habitat car leur aire de répartition naturelle comprend une grande diversité d'écorégions. Certaines espèces sont adaptées pour la culture en plein air en dehors du continent australien, comme la plus grande partie du Royaume-Uni et aussi loin au nord qu'à New York ou Seattle aux États-Unis.
La culture par graine peut être plus ou moins difficile selon les espèces. Les espèces les plus difficiles à cultiver sont celles qui ont besoin d'une période de dormance ou d'exposition à la fumée pour simuler un feu de brousse. Les plants doivent être cultivés dans un milieu humide avec un sol à concentration relativement faible en éléments nutritifs. Il convient également de noter qu'elles semblent être sensibles aux perturbations de leur système radiculaire. Une minimisation de ces perturbations donnera probablement des plantes plus saines.

## Liste d'espèces
Selon NCBI (8 mars 2011) :
- Stylidium adnatum
- Stylidium bulbiferum
- Stylidium calcaratum
- Stylidium emarginatum
- Stylidium graminifolium
- Stylidium majus

## Espèces

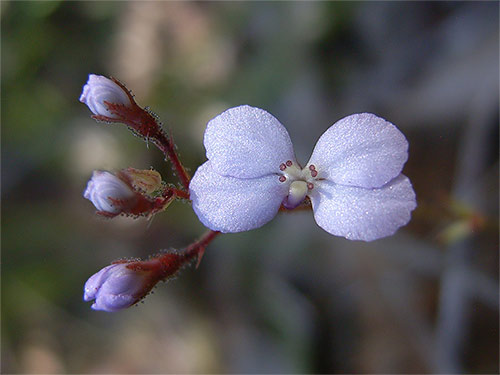
Stylidium amoenum

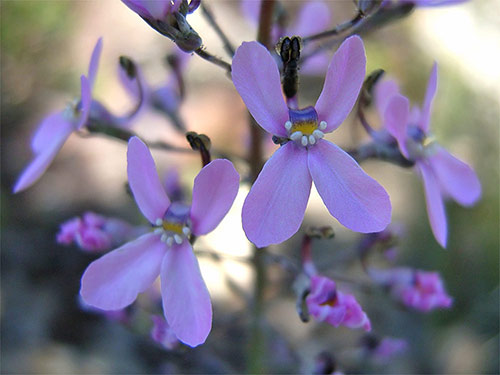
Stylidium brunonianum

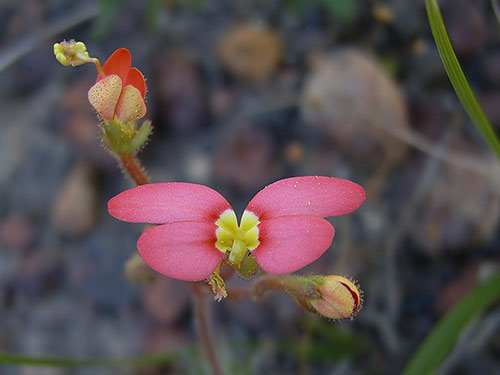
Stylidium bulbiferum

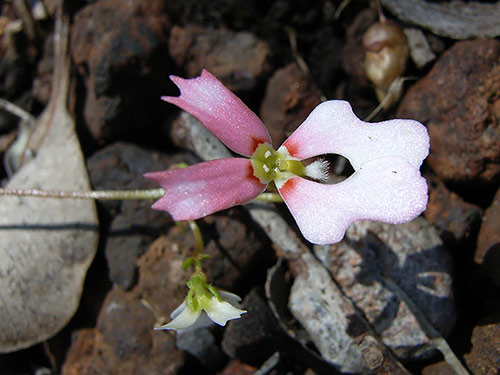
Stylidium calcaratum

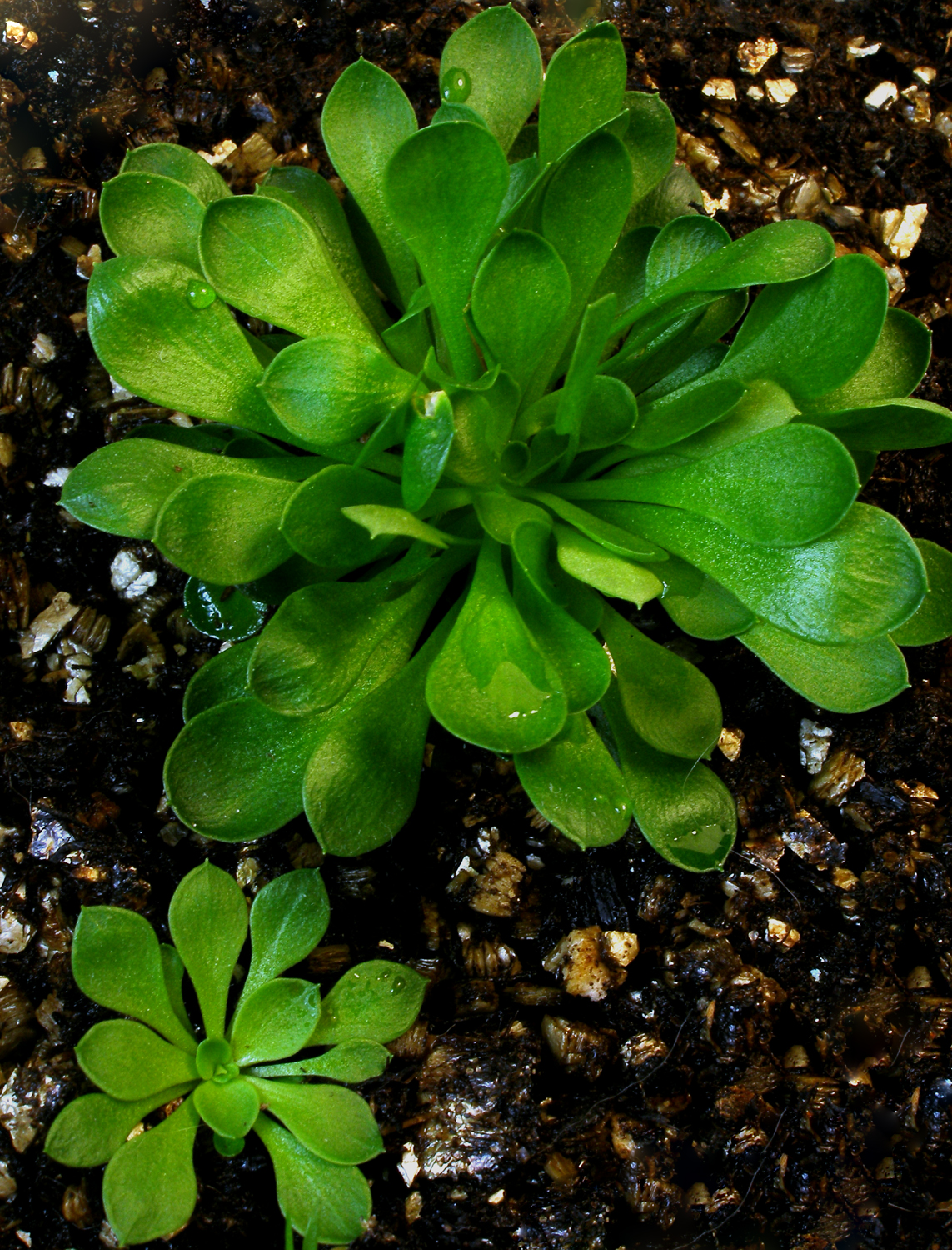
Stylidium debile

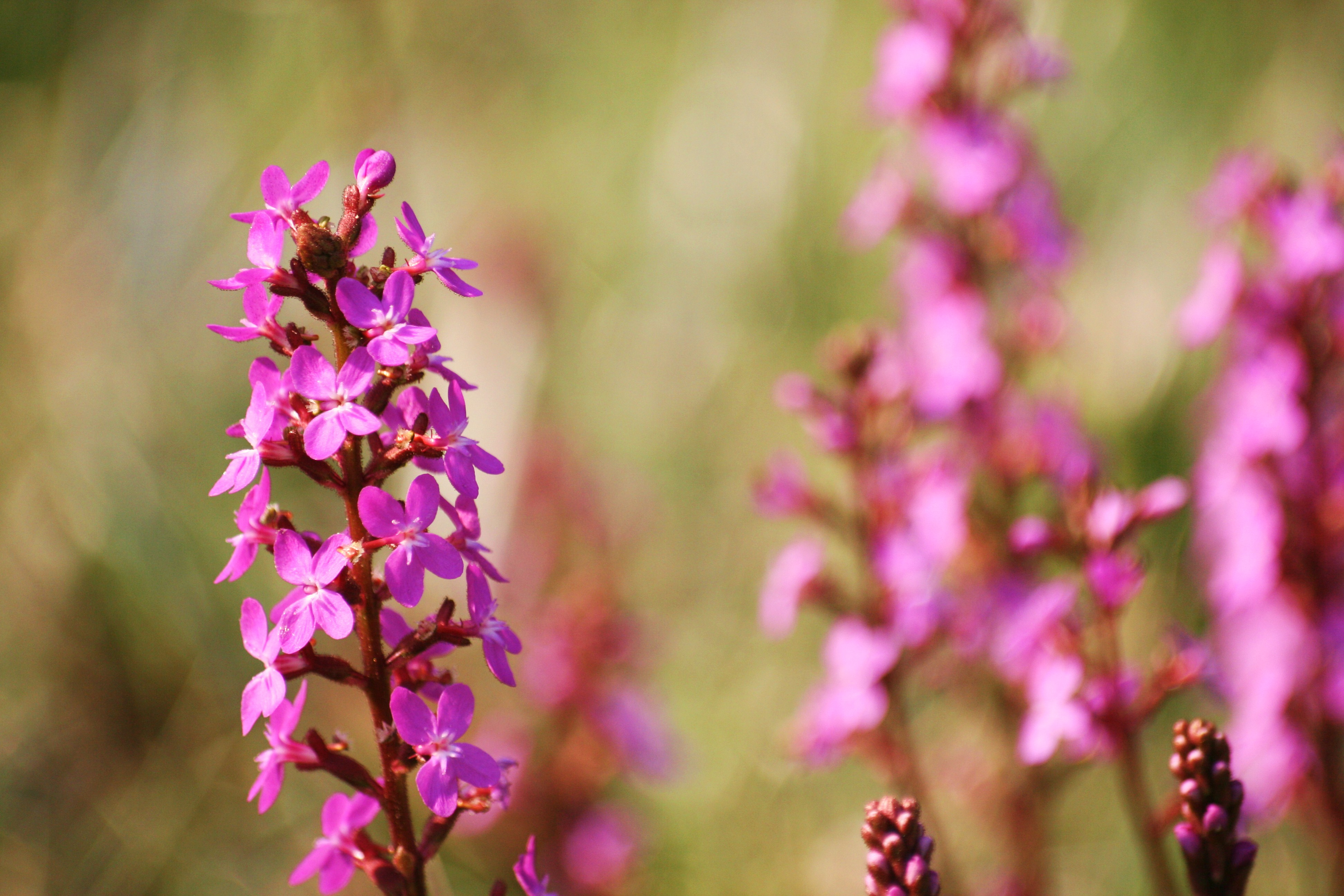
Stylidium graminifolium

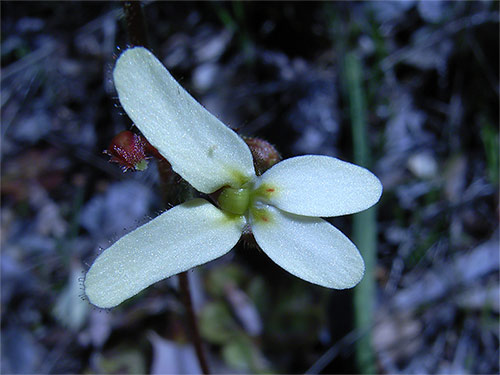
Stylidium hispidum

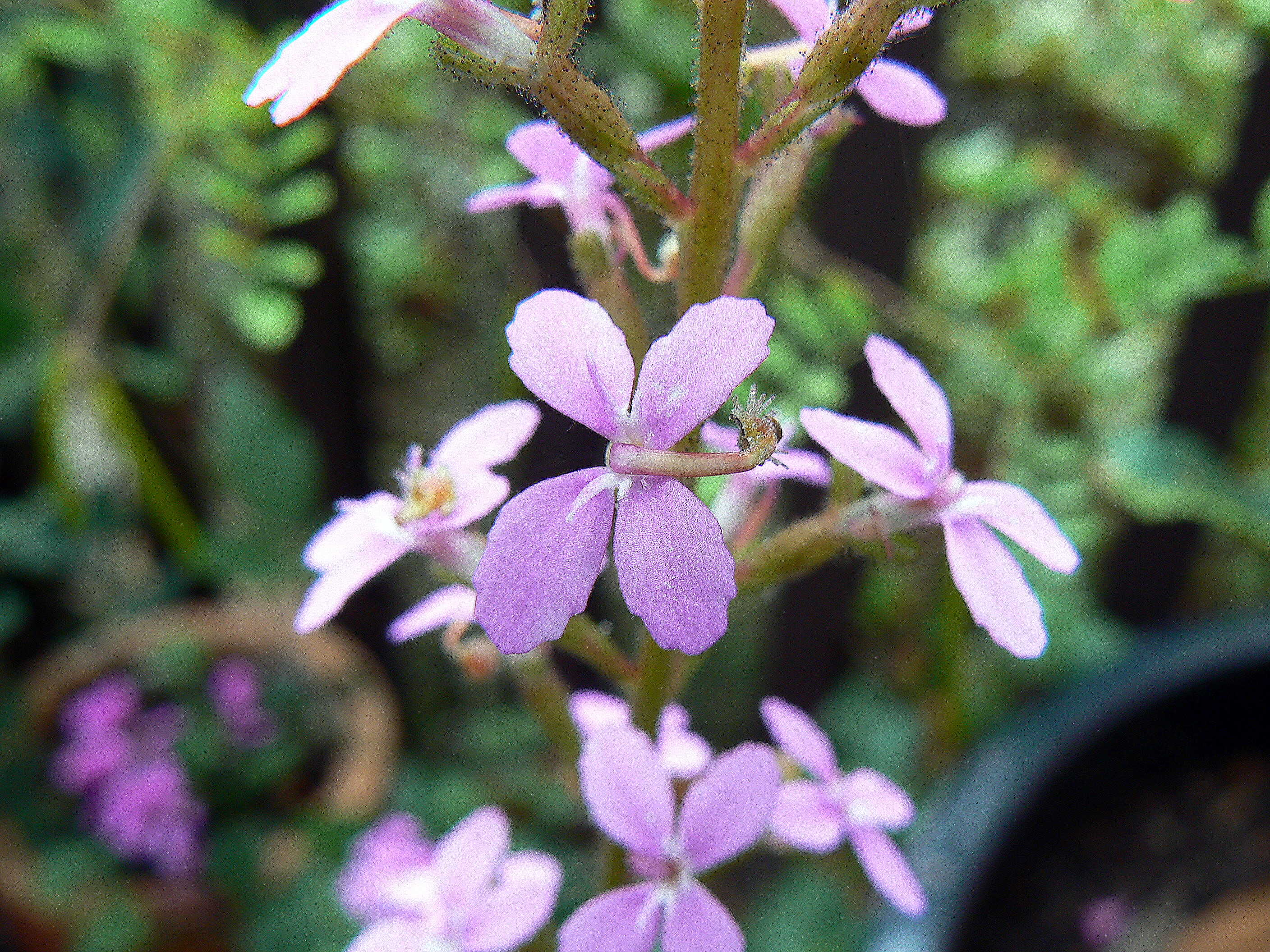
Stylidium productum

- Stylidium accedens
- Stylidium aceratum
- Stylidium aciculare
- Stylidium acuminatum
- Stylidium adenophorum
- Stylidium adnatum
- Stylidium adpressum
- Stylidium aeonioides
- Stylidium affine
- Stylidium albolilacinum
- Stylidium albomontis
- Stylidium alsinoides
- Stylidium amoenum
- Stylidium androsaceum
- Stylidium aquaticum
- Stylidium arenicola
- Stylidium armerium
- Stylidium articulatum
- Stylidium assimile
- Stylidium austrocapense
- Stylidium barleei
- Stylidium bauthas
- Stylidium beaugleholei
- Stylidium begoniifolium
- Stylidium bellidifolium
- Stylidium bicolor
- Stylidium breviscapum
- Stylidium brunonianum
- Stylidium brunonis
- Stylidium bryoides
- Stylidium bulbiferum
- Stylidium burbidgeanum
- Stylidium buxifolium
- Stylidium caespitosum
- Stylidium calcaratum
- Stylidium candelabrum
- Stylidium capillare
- Stylidium caricifolium
- Stylidium carlquistii
- Stylidium carnosum
- Stylidium caulescens
- Stylidium ceratophorum
- Stylidium chiddarcoopingense
- Stylidium chinense
- Stylidium choreanthum
- Stylidium cicatricosum
- Stylidium ciliatum
- Stylidium cilium
- Stylidium clarksonii
- Stylidium clavatum
- Stylidium claytonioides
- Stylidium coatesianum
- Stylidium compressum
- Stylidium confertum
- Stylidium confluens
- Stylidium cordifolium
- Stylidium coroniforme
- Stylidium corymbosum
- Stylidium costulatum
- Stylidium crassifolium
- Stylidium crossocephalum
- Stylidium cuneiformis
- Stylidium curtum
- Stylidium cygnorum
- Stylidium cymiferum
- Stylidium daphne
- Stylidium debile
- Stylidium delicatum
- Stylidium desertorum
- Stylidium despectum
- Stylidium diceratum
- Stylidium dichotomum
- Stylidium dicksonii
- Stylidium dielsianum
- Stylidium diffusum
- Stylidium dilatatum
- Stylidium diplectroglossum
- Stylidium dispermum
- Stylidium diuroides
- Stylidium divaricatum
- Stylidium divergens
- Stylidium diversifolium
- Stylidium drummondianum
- Stylidium dunlopianum
- Stylidium ecorne
- Stylidium edentatum
- Stylidium eglandulosum
- Stylidium elegans
- Stylidium elongatum
- Stylidium emarginatum
- Stylidium ensatum
- Stylidium ericksonae
- Stylidium eripodum
- Stylidium eriorhizum
- Stylidium evolutum
- Stylidium expeditionis
- Stylidium falcatum
- Stylidium fimbriatum
- Stylidium fissilobum
- Stylidium flagellum
- Stylidium floodii
- Stylidium floribundum
- Stylidium flumense
- Stylidium fluminense
- Stylidium foveolatum
- Stylidium fruticosum
- Stylidium galioides
- Stylidium glabrifolium
- Stylidium glandulosum
- Stylidium glandulosissimum
- Stylidium glaucum
- Stylidium graminifolium
- Stylidium guttatum
- Stylidium gypsophiloides
- Stylidium hebegynum
- Stylidium hirsutum
- Stylidium hispidum (en)
- Stylidium hortiorum
- Stylidium hugelii
- Stylidium humphreysii
- Stylidium imbricatum
- Stylidium inaequipetalum
- Stylidium inconspicuum
- Stylidium induratum
- Stylidium insensitivum
- Stylidium inundatum
- Stylidium inversiflorum
- Stylidium involucratum
- Stylidium ireneae
- Stylidium javanicum
- Stylidium junceum
- Stylidium kalbarriense
- Stylidium keigheryi
- Stylidium kunthii
- Stylidium lachnopodum
- Stylidium laciniatum
- Stylidium laricifolium
- Stylidium lateriticola
- Stylidium lehmannianum
- Stylidium leiophyllum
- Stylidium lepidum
- Stylidium leptobotrydium
- Stylidium leptobotrys
- Stylidium leptocalyx
- Stylidium leptophyllum
- Stylidium leptorrhizum
- Stylidium leptostachyum
- Stylidium lessonii
- Stylidium leeuwinense
- Stylidium limbatum
- Stylidium lindleyanum
- Stylidium lineare
- Stylidium lineatum
- Stylidium lobuliflorum
- Stylidium longibracteatum
- Stylidium longicornu
- Stylidium longifolium
- Stylidium longissimum
- Stylidium longitubum
- Stylidium lowrieanum
- Stylidium luteum
- Stylidium macranthum
- Stylidium maitlandianum
- Stylidium majus
- Stylidium marginatum
- Stylidium maritimum
- Stylidium marradongense
- Stylidium megacarpum
- Stylidium melastachys
- Stylidium merrallii
- Stylidium mimeticum
- Stylidium miniatum
- Stylidium minus
- Stylidium mitchellii
- Stylidium mitrasacmoides
- Stylidium montanum
- Stylidium mucronatum
- Stylidium multiscapum
- Stylidium muscicola
- Stylidium neglectum
- Stylidium nominatum
- Stylidium nonscandens
- Stylidium nudum
- Stylidium nunagarensis
- Stylidium obtusatum
- Stylidium ornatum
- Stylidium oviflorum
- Stylidium pachyrrhizum
- Stylidium paniculatum
- Stylidium paulineae
- Stylidium pedunculatum
- Stylidium pendulum
- Stylidium periscelianthum
- Stylidium perizostera
- Stylidium perminutum
- Stylidium perpusillum
- Stylidium petiolare
- Stylidium piliferum
- Stylidium pingrupense
- Stylidium planifolium
- Stylidium plantagineum
- Stylidium polystachium
- Stylidium preissii
- Stylidium pritzelianum
- Stylidium productum
- Stylidium proliferum
- Stylidium prophyllum
- Stylidium propinquum
- Stylidium pruinosum
- Stylidium pseudocaespitosum
- Stylidium pseudohirsutum
- Stylidium pseudosacculatum
- Stylidium pseudotenellum
- Stylidium pubigerum
- Stylidium pulchellum
- Stylidium pulviniforme
- Stylidium pycnostachyum
- Stylidium pygmaeum
- Stylidium quadrifurcatum
- Stylidium ramosissimum
- Stylidium ramosum
- Stylidium reductum
- Stylidium reduplicatum
- Stylidium repens
- Stylidium rhipidium
- Stylidium rhynchocarpum
- Stylidium ricae
- Stylidium rigidulum
- Stylidium rivulosum
- Stylidium robustum
- Stylidium roseo-alatum
- Stylidium roseonanum
- Stylidium roseum
- Stylidium rotundifolium
- Stylidium rubriscapum
- Stylidium rupestre
- Stylidium sacculatum
- Stylidium scabridum
- Stylidium scandens
- Stylidium scariosum
- Stylidium schizanthum
- Stylidium schoenoides
- Stylidium sejunctum
- Stylidium semaphorum
- Stylidium semipartitum
- Stylidium septentrionale
- Stylidium serrulatum
- Stylidium setaceum
- Stylidium setigerum
- Stylidium sidjamesii
- Stylidium simulans
- Stylidium sinicum
- Stylidium soboliferum
- Stylidium spathulatum
- Stylidium spinulosum
- Stylidium squamellosum
- Stylidium squamosotuberosum
- Stylidium stenophyllum
- Stylidium stenosepalum
- Stylidium stipitatum
- Stylidium stowardii
- Stylidium striatum
- Stylidium subulatum
- Stylidium suffruticosum
- Stylidium sulcatum
- Stylidium symonii
- Stylidium tenellum
- Stylidium tenerrimum
- Stylidium tenerum
- Stylidium tenue
- Stylidium tenuicarpum
- Stylidium tenuifolium
- Stylidium tepperianum
- Stylidium tetrandra
- Stylidium thesioides
- Stylidium thyrsiforme
- Stylidium tinkeri
- Stylidium torticarpum
- Stylidium trichopodum
- Stylidium turbinatum
- Stylidium tylosum
- Stylidium udusicola
- Stylidium uliginosum
- Stylidium umbellatum
- Stylidium uniflorum
- Stylidium utriculariodes
- Stylidium validum
- Stylidium velleioides
- Stylidium verticillatum
- Stylidium violaceum
- Stylidium vitiense
- Stylidium warriedarense
- Stylidium weeliwolli
- Stylidium wightianum
- Stylidium wilroyense
- Stylidium xanthopis
- Stylidium yilgarnense
- Stylidium zeicolor